# Ochraethes citrinus
Ochraethes citrinus es una especie de escarabajo longicornio del género Ochraethes, tribu Clytini, subfamilia Cerambycinae. Fue descrita científicamente por Chevrolat en 1860.

## Descripción
Mide 11-15 milímetros de longitud.

## Distribución
Se distribuye por Estados Unidos, Guatemala, Honduras y México.